# March On, Bahamaland
March on, Bahamaland est l'hymne national des Bahamas, composé par Timothy Gibson, et adopté en 1973.

## Paroles
| Lift up your head to the rising sun, Bahamaland; March on to glory your bright banners waving high. See how the world marks the manner of your bearing! Pledge to excel through love and unity. Pressing onward, march together to a common loftier goal; Steady sunward, tho' the weather hide the wide and treachrous shoal. Lift up your head to the rising sun, Bahamaland, 'Til the road you've trod lead unto your God, March On, Bahamaland. |  | Redresse la tête au soleil levant, terre de Bahamas, Mets toi en marche vers la gloire, portant haut tes vives bannières. Vois comme le monde remarque ta posture! Jure d'exceller par l'amour et l'unité. Te hâtant en avant, marche dans l'unité vers un but commun plus élevé ; Sans dévier du soleil, indifférent aux vents qui masquent le grand et traître récif. Redresse la tête, terre de Bahamas, Jusqu'à ce que la route parcourue te mène à ton Dieu. Continue de marcher, terre de Bahamas. |